# 594 Mireille
594 Mireille este un asteroid din centura principală, descoperit pe 27 martie 1906, de Max Wolf.